# Индија Мартинез
Џенифер Џесика Мартинез Фернандез, више позната као Индија Мартинез (Кордоба, Андалузија, 13. октобра 1985) је шпанска певачица фламенка и поп музике. Своје сценско име јој је доделио њен први менаџер. Први контакт са фламенко музиком је имала због часова плеса, још када је имала 5 година. Са 11 година, преселила се са родитељима у Пуерто Рокетас де Мар (Алмерија), где је годину дана после пресељења почела да пева и тада добија име „Девојка из Пуерта”.

## Каријера
Њен први наступ је био 1998. године, у телевизијској емисији Видим, Видим, где је била један од финалиста. Године 2000. добија награду као финалиста и специјалну награду за младе у такмичењу у певању шпанских песама. У наредним годинама расте њена популарност у свету фланке где је имала више запажених наступа и позива да учествује на више фестивала. Године 2003. години је потписала уговор са Глас Југа и тада издаје свој први албум Azulejos de Lunares. Ово је први диск који садржи њене интерпретације песама у стилу болера и танга.
У 2009. години била је номинована за награду „Греми ”у категорији „нови најбољи уметник”. У 2015. години освојила је награду Гоја за најбољу песму у филму, Дете, редитеља Данијела Монсона. Сарађивала је са уметницима као што су Давид Бисбал, Пауло Гонзо, Пабло Алборан или Уво Ван Гога, између осталих. 28. фебруар 2017. године, била је награђена Медаљом Андалузије.

## Археолошка открића
У недељу, 24. јуна 2018. године док је тренирала у једном селу код Севиље је случајно нашла фигуру за коју подаци указајују да представља бисту египатске богиње из II века.
| Албум                     | Детаљи                                                               | Сертификација  |
| ------------------------- | -------------------------------------------------------------------- | -------------- |
| Azulejos de Lunares       | - Датум објаве: 1. март 2004. године - Формат: ЦД                    | _              |
| Despertar                 | - Датум изласка: 10. фебруар 2009. - Warner Music Spain - Формат: ЦД | _              |
| Trece verdades            | - Датум: 28. новембар 2011. - Сони Мјузик - Формат: ЦД               | Златни диск    |
| Otras verdades            | - Датум објављивања: 23. октобар 2012. - Сони Мјузик - Формат: ЦД    | Златни диск    |
| Camino de la buena suerte | - Датум: 28. октобар 2013. - Сони Мјузик - Формат: ЦД                | Златни диск    |
| Dual                      | - Датум објаве: 21. октобар 2014. - Сони Мјузик - Формат: ЦД         | Платинум албум |
| Te cuento un secreto      | - Датум објаве: 21. октобар 2016. године - Сони Мјузик - Формат: ЦД  | Златни диск    |